# Пуэрто-Анхель
Пуэрто-Анхель (исп. Puerto Ángel) — город в Мексике, входит в штат Оахака. Население 2440 человек.

## История
Поселение было основано в 1850-х годах, и благодаря усилиям Бенито Хуареса, правительство построило в нём причал. В то время эта часть страны была довольно изолированной, порт был вызван помочь области развивать свою кофейную и лесную промышленность, предоставляя возможность поселению отправлять эти продукты в другие части страны.